# Таджикфільм
АТ «Таджикфільм» (тадж. Тоҷикфилм) — таджицька державна кіностудія художніх, документальних та анімаційних фільмів, розташована у столиці країни місті Душанбе.
У 1938—61 роки студія офіційно називалась Сталінабадська студія художніх фільмів, а від 1961 року — кіностудія «Таджикфільм».

## З історії кіностудії
У 1930 році Вища Рада народного господарства Таджицької РСР присвоїла маленькій кінолабораторії нове найменування «Таджиккіно», що власне і прийнято вважати започаткування Таджицької кіностудії. Тодішня студія знімала хроніку та випускала документальні стрічки. 
Таджицький національний кінематограф пройшов тривалий і складний етап становлення і розвитку. На початку 1930-х років, крім хронікальних і документальних фільмів у Таджикистані почали знімати й художні стрічки. Від 1935 року студія почала випускати звукові фільми. 
У 1941—43 роках студія тимчасово об'єдналась з Московською кіностудією «Союздитфільм».
Одними з перших режисерів таджицького кінематографа були Каміл Ярматов і Борис Кімягаров. Наприкінці 1960-х років свої фільми створювали Марат Арипов, Сухбат Хамідов, Маргарита Касимова (учениця українського метра О. П. Довженка), Анвар Тураєв, згодом Валерій Ахадов і Батур Арабов. Тоді ж формувалась молода таджицька національна кінорежисура. До плеяди яскравих таджицьких акторів повоєнного часу належать: Махмуд Вахідов, Ато Мухамеджанов, Гурмінч Завкибеков, Сайрам Ісаєва, Хашим Гадоєв тощо.
У 1990-ті, точніше від 1993 року «Таджикфільм» не зняла жодного фільму. Кіностудія, що як і раніше, лишалася і лишається державною, лише була перетворена на акціонерне товариство, виживала винятково за рахунок міжнародних замовлень — тут знімали відеофільми та відеоролики. За десятиліття, 2003 року кіностудія зняла стрічку «Статуя кохання», що стала відновленням діяльності.
У грудні 2005 року в Таджикистані прийнято Закон РТ «Про кіно», що передбачає фінансування з державного бюджету мінімум одного фільму щороку (кошторис на рівні 100 тисяч доларів). 
У 2005 році «Таджикфільм» розпочала зйомки масштабної кіноепопеї «Шамсиддин Шохин» — про життя таджицького класика.

## Кінопродукція
Більшість фільмів «Таджикфільму» на сучасну тему було знято наприкінці 1950-х — на початку 1960-х років. У 1962 році був знятий перший таджицький детектив «Операция «Кобра». На рубежі 1970-х років на «Таджикфільмі» активно знімали дитячі та юнацькі фільми. Кіностудія також відома своїми кінопостановками таджицького національного фольклору та епосу.

### Відомі фільми
- «Висока посада» (1958)
- «Доля поета» (1959)
- «Людина змінює шкіру» (1959)
- «Насреддін у Ходженті, або Зачарований принц» (1959)
- «Синові пора одружитися» (1959)
- «Операція «Кобра»» (1960)
- «Прапор коваля» (1961)
- «Зумрад» (1961)
- «Тиші не буде» (1962)
- «Любить — не любить?» (1963)
- «1002-га ніч» (1964)
- «Хасан Арбакеш» (1965)
- «Ніссо» (1965)
- «Смерть лихваря» (1966)
- «Як повеліває серце» (1968)
- «Наречений і наречена» (1970)
- «Вперед, гвардійці!» (1971)
- «Сказання про Рустама» (1971)
- «Рустам и Сухраб» (1971)
- «Зірка в ночі» (1972)
- «Таємниця предків» (1972)
- «Таємниця забутої переправи» (1973)
- «Ткалі» (1973)
- «Біла дорога» (1974)
- «Потрібен тигр» (1974)
- «Хто був нічим...» (1974)
- «…той стане всім…» (1975)
- «Короткі зустрічі на довгій війні» (1975)
- «Сказання про Сіявуша» (1976)
- «Відважний Ширак» (1976)
- «Кухар і співачка» (1978)
- «Охоронець» (1979)
- «Квітневі сни» (1980)
- «Контрольна смуга» (1980)
- «Мир вашому дому» (1981)
- «Захоплення» (1982)
- «Сьогодні і завжди» (1982)
- «У талому снігу дзвін струмка» (1983)
- «Заручник» (1983)
- «Сімейні таємниці» (1983)
- «Подарунок» (1983)
- «Капкан для шакалів» (1985)
- «Говорящий родник» (1986)
- «Куди вів слід динозавра» (1987)
- «Тисяча і одна ніч» (1987)
- «Братан» (1991)

## Виноски
1. ↑  Першопрохідці «Таджиккіно» на www.khovar.tj (Таджицька державна інформагенція «Ховар») [Архівовано 23 жовтня 2005 у Wayback Machine.] (рос.)
2. ↑  Кіностудія «Таджикфільм» на Internet Movie Database (англ.)
3. ↑  Кіно СРСР. Пам'ятаємо, любимо, сумуємо... [Архівовано 17 грудня 2010 у Wayback Machine.] на «Огоньок» (щоденний суспільно-політичний часопис) // «Огонёк» № 32 за 7—13 серпня 2006 року (рос.)